# Новые Ключищи
Новые Ключищи — село в Кстовском районе Нижегородской области. Входит в состав Большемокринского сельсовета.

## География
Село находится на расстоянии приблизительно 10 километров по прямой на запад-юго-запад от города Кстово, административного центра района.

## Население
Постоянное население составляло 240 человек (русские 95%) в 2002 году, 156 в 2010.